# All by Myself (Irving-Berlin-Lied)
All by Myself ist ein Popsong, den Irving Berlin verfasste und 1921 veröffentlichte.

## Hintergrund
Irving Berlin schrieb All by Myself für eine musikalische Revue; der Popsong war Berlins erfolgreichste Ballade in den frühen 1920er-Jahren. In den Vereinigten Staaten wurden insgesamt 161.650 Piano Rolls verkauft.

## Erste Aufnahmen und spätere Coverversionen
Zu den bekanntesten frühen Coverversionen in Amerika gehören die Plattenaufnahmen von Ted Lewis (Columbia) und Frank Crumit. Zu den weiteren Musikern, die den Song ab 1921 coverten, gehörten die Green Brothers Jazz Band, Brown and Terry’s Jazzola Boys (OKeh), Dorothy Dodd (Federal), Ernest Hare (Brunswick 2108), Bennie Krueger (Brunswick) und Aileen Stanley (Victor 18774), in England Hal Hickman (HMV).
Der Diskograf Tom Lord listet im Bereich des Jazz insgesamt 137 (Stand 2015) Coverversionen, u. a. von Bob Crosby’s Bob Cats (1940), Bing Crosby, dem Casa Loma Orchestra, Frances Wayne, Cab Calloway, Gene Krupa, Red Nichols, Herb Jeffries, Frank Froeba, Jackie Gleason, Connee Boswell, Ella Fitzgerald (Sings The Irving Berlin Song Book, Verve 1958), Kay Starr, Dave Brubeck, Don Barbour, Ruth Olay, Memphis Slim, Chris Barber, Bobby Darin, Sue Raney sowie vom Ralph Sutton Quartett mit Ruby Braff.